# Kuei Chih-hung
Kuei Chih-Hung (en chinois 桂治洪, né le 20 décembre 1937 et mort le 1er octobre 1999) est un réalisateur et scénariste hongkongais connu pour ses films d'arts martiaux ou d'horreur. Il a beaucoup travaillé avec le studio Shaw Brothers. Il a réalisé une quarantaine de films entre les années 1960 et le début des années 1980.
Parmi ses films les plus connus figurent les films policiers The Teahouse (1974) et sa suite Big Brother Cheng (1975), Killer Constable (1980) qui est devenu un classique du wuxia (film d'arts martiaux chinois) ou encore des films d'horreur tels que The Killer Snakes (1975) et Hex (1980).
Kuei Chih-Hung ajoutait toujours un propos de fond à ses films et les utilisait parfois pour dénoncer la pauvreté des logements publics, la corruption policière et la politique du gouvernement colonial.

## Filmographie
- 1973 : The Delinquent, co-réalisé avec Chang Cheh
- 1974 : The Teahouse
- 1975 : Big Brother Cheng (suite de The Teahouse)
- 1980 : Killer Constable